# Asenata
Asenata – pochodzące z Biblii imię żeńskie pochodzenia egipskiego, oznaczające prawdopodobnie "ta, która należy do swojego ojca". 
W Biblii imię to nosiła egipska żona Józefa, syna patriarchy Jakuba, wspomniana w Księdze Rodzaju (41, 50). W większości polskich przekładów Pisma Świętego imię to jest oddawane jako Asenat (bez "-a" na końcu), jednak w Polsce (ze względu na rzadkość występowania i oczekiwania urzędników) przyjęła się forma wyrażniej wskazująca płeć.
Zdrobnienia: Ase, Asa, Asenatka.

## Odpowiedniki imienia w różnych językach
- angielski: Asenate, Asenath
- niemiecki: Asenate.

## Asenata — znane osoby o tym imieniu
- Asenath Barzani - kurdyjsko-żydowskiego pochodzenia mieszkanka Mosulu (Irak), była jedną z pierwszych kobiet, które otrzymały tytuł rabina
- Adi Asenaca Coboiverata Caucau - polityk z Fidżi, piastowała stanowisko minister do spraw kobiet, minister opieki społecznej i zwalczania ubóstwa, a potem ministra stanu do spraw mieszkalnictwa
- Asenate Manoa: biegaczka i pierwsza kobieta przedstawicielka Tuvalu (państwo położone na Oceanie Spokojnym w zachodniej Polinezji) na igrzyskach olimpijskich w 2008 roku
- Asenati Taylor - polityk nowozelandzka, członkini Izby Reprezentantów Nowej Zelandii
- Asena Tual: turecka dziennikarka telewizyjna.[1]

Zobacz:
- Asenat